# Stigen
|  | Denne artikel er oprettet af botten PalnaBot ud fra en ekstern database. Den kan derfor have sproglige fejl eller mangler. Denne skabelon kan fjernes efter kontrol af indholdet. |

Stigen er en dokumentarfilm instrueret af Walther Lehmann efter manuskript af Walther Lehmann.

## Handling
Tegnefilmsfantasi over, hvordan en lille mand belæres af livet om rigtige og forkerte ambitioner.